# Индрух, Рудольф
Рудольф Индрух (пол. Rudolf Indruch; 7 февраля 1892 года, Львов (Лемберг) — 24 января 1927 года, там же) — польский архитектор, инженер, капитан Войска польского.

## Биография
Родился во Львове. Отец Ян Индрух, бывший солдат австрийского войска, после демобилизации поселился во Львове и работал почтальоном, словак по национальности. Мать Алёна Гроссова — чешка по национальности. Семья проживала на улице святого Войцеха (нынешняя Довбуша). В 1912 году окончил реальную гимназию. Поступил на архитектурный факультет Львовской политехники. Прервал учёбу, участвуя в Первой мировой войне в австрийской армии. Позже участник украинско-польской войны, участвовал в уличных боях за Львов.
Участник польско-советской войны, где был тяжело ранен. Отмечен крестом обороны Львова. В 1922 году демобилизовался в звании капитана. В том же году женился на Ядвиге Сикорской. Ещё будучи студентом 5 курса, победил в конкурсе на проект Мемориала орлят во Львове. Отказался от гонорара в пользу строительства. После демобилизации преподавал в Политехнике. Автор памятника погибшим в украинско-польской войне полякам на Персенковке (местность Львова). Оба мемориала были уничтожены после Второй мировой войны. Мемориал орлят был отстроен в несколько изменённом виде только в 2000-х годах. В 1926 году спроектировал жилой дом для офицеров на улице Городоцкой, № 42, строительство было закончено в 1930 году, после его смерти. Автор проектов ряда жилых и военных сооружений, предназначенных для конкурсов (не были отмечены). Умер во Львове от туберкулеза, похоронен на Кладбище орлят.